# Кубок Дніпропетровської області з футболу
Кубок Дніпропетровської області з футболу — обласні футбольні змагання серед аматорських команд. Проводиться під егідою Асоціації футболу Дніпропетровської області. З 2021 року турнір був закритий.

## Усі переможці[1]
| Сезон   | Володар                                                          | Фіналіст                                        | Рахунок          |
| ------- | ---------------------------------------------------------------- | ----------------------------------------------- | ---------------- |
| 1938    | «Сталь» (м. Дніпродзержинськ)                                    | «Локомотив» (м. Дніпропетровськ)                |                  |
| 1939    | «Сталь» (м. Дніпродзержинськ)                                    | «Локомотив» (м. Дніпропетровськ)                | 3:2              |
| 1940    | «Динамо» (м. Дніпропетровськ)                                    | «Сталь — З-д К. Лібкнехта» (м. Дніпропетровськ) | 5:0              |
| 1944    | «Сталь» (м. Дніпродзержинськ)                                    | «Динамо» (м. Дніпропетровськ)                   | 4:1              |
| 1945    |                                                                  |                                                 |                  |
| 1946    | «Спартак» (м. Дніпропетровськ)                                   |                                                 |                  |
| 1947    | «Сталь» (м. Дніпродзержинськ)                                    |                                                 |                  |
| 1948    | «Сталь» (м. Дніпродзержинськ)                                    | «Сталь» (м. Кривий Ріг)                         | 4:2              |
| 1949    | «Металург» (м. Дніпродзержинськ)                                 | «Динамо» (м. Дніпропетровськ)                   | 6:0              |
| 1950    | «Металург» (м. Нікополь)                                         |                                                 |                  |
| 1951    | «Торпедо» (м. Дніпропетровськ)                                   | «Динамо» (м. Дніпропетровськ)                   | 4:3              |
| 1952    | «Торпедо» (м. Дніпропетровськ) або «Динамо» (м. Дніпропетровськ) |                                                 |                  |
| 1953    | «Торпедо» (м. Дніпропетровськ) або «Металург» (м. Нікополь)      |                                                 |                  |
| 1954    | «Машинобудівник» (м. Дніпропетровськ) або «Хімік» (м. Павлоград) |                                                 |                  |
| 1955    | «Машинобудівник» (м. Дніпропетровськ)                            | «Хімік-ЗШУ» (м. Дніпродзержинськ)               | 1:0              |
| 1956    | «Хімік-ЗШУ» (м. Дніпродзержинськ)                                | «Металург» (м. Нікополь)                        | 3:1              |
| 1957    | «Машинобудівник» (м. Дніпропетровськ)                            | «Авангард» (смт Жовта Ріка)                     | 1:1 (д. ч.), 2:1 |
| 1958    | «Металург» (м. Нікополь)                                         | «Авангард» (м. Жовті Води)                      | 2:0              |
| 1959    | «Авангард» (м. Жовті Води)                                       | «Авангард-БКХЗ» (м. Дніпродзержинськ)           | 6:0              |
| 1960    | «Металург» (м. Нікополь)                                         | «Авангард» (м. Орджонікідзе)                    | 2:0              |
| 1961    | «Авангард» (м. Орджонікідзе)                                     | «Металург ТВЦ № 1» (м. Нікополь)                | 1:0              |
| 1962    | «Авангард» (м. Дніпропетровськ)                                  | «Баглійський КХЗ» (м. Дніпродзержинськ)         | 5:0              |
| 1963    | «Метеор» (м. Дніпропетровськ)                                    | «ЦГЗК» (м. Кривий Ріг)                          | 3:0              |
| 1964    | «Авангард» (м. Дніпропетровськ)                                  | «Авангард» (м. Орджонікідзе)                    | 1:1 (д. ч.), 1:0 |
| 1965    | «Авангард» (м. Орджонікідзе)                                     | «Шахтар» (м. Марганець)                         | 3:2              |
| 1966    | «Авангард» (м. Дніпропетровськ)                                  | «ЦГЗК» (м. Кривий Ріг)                          | 2:1              |
| 1967    | «Авангард» (м. Вільногірськ)                                     | «ЗАРП» (м. Дніпропетровськ)                     | 2:1              |
| 1968    | ЗКЛ (м. Дніпропетровськ)                                         | «Авангард» (м. Вільногірськ)                    | 1:0, 1:1         |
| 1969    | «Авангард» (Терни, м. Кривий Ріг)                                | «Авангард» (м. Вільногірськ)                    | 2:0              |
| 1970    | «Авангард» (м. Кривий Ріг)                                       | «ПГЗК» (м. Кривий Ріг)                          | 2:0              |
| 1971    | ЗКЛ (м. Дніпропетровськ)                                         | «Вихор» (м. Дніпропетровськ)                    | 1:0              |
| 1972    | «Авангард» (м. Вільногірськ)                                     | ЗКЛ (м. Дніпропетровськ)                        | 3:1              |
| 1973    | «Авангард» (м. Кривий Ріг)                                       | «Авангард» (м. Вільногірськ)                    |                  |
| 1974    | ЗКЛ (м. Дніпропетровськ)                                         | «Авангард» (м. Вільногірськ)                    | 1:0              |
| 1975    | «Вихор» (м. Дніпропетровськ)                                     | «Метеор» (м. Дніпропетровськ)                   |                  |
| 1976    | «Вихор» (м. Дніпропетровськ)                                     | «Авангард» (м. Вільногірськ)                    |                  |
| 1977    | «Колос» (м. Павлоград)                                           | «Вихор» (м. Дніпропетровськ)                    | 2:2 (пен. 5:4)   |
| 1978    | «Титан» (м. Вільногірськ)                                        | ЗКЛ (м. Дніпропетровськ)                        | 2:2 (пен. 8:7)   |
| 1979    | «Вихор» (м. Дніпропетровськ)                                     | «Прес» (м. Дніпропетровськ)                     |                  |
| 1980    | ЗКЛ (м. Дніпропетровськ)                                         | «Вихор» (м. Дніпропетровськ)                    | 2:0              |
| 1981    | ЗКЛ (м. Дніпропетровськ)                                         | «Авангард» (м. Орджонікідзе)                    | 3:0              |
| 1982    | «Гірник» (м. Павлоград)                                          | «Самара» (м. Новомосковськ)                     | 4:3              |
| 1983    | «Гірник» (м. Павлоград)                                          | «Авангард» (м. Жовті Води)                      | 4:2              |
| 1984    | «Гірник» (м. Павлоград)                                          |                                                 |                  |
| 1985    | «Гірник» (м. Павлоград)                                          | «СКА» (м. Новомосковськ)                        |                  |
| 1986    | «ІнГЗК» (м. Інгулець)                                            | «ПівнГЗК» (м. Кривий Ріг)                       | 3:1              |
| 1987    | «Титан» (м. Вільногірськ)                                        | «Радист» (м. Дніпродзержинськ)                  | 1:0              |
| 1988    | «Гірник» (м. Павлоград)                                          | «Металург» (м. Дніпродзержинськ)                | 2:1              |
| 1989    | «Колос» (м. Підгородне)                                          | «Торпедо» (м. Синельникове)                     | 5:0              |
| 1990    | «Металург» (м. Кривий Ріг)                                       | «Локомотив» (м. Дніпропетровськ)                | 2:1 (д. ч.)      |
| 1991    | «ДЕВЗ» (м. Дніпропетровськ)                                      | «Шахтар» (м. Марганець)                         | 3:1              |
| 1992    | «Гірник» (м. Павлоград)                                          | «Авангард» (м. Орджонікідзе)                    | 1:1 (пен. 4:2)   |
| 1992/93 | «Металург» (м. Новомосковськ)                                    |                                                 |                  |
| 1993/94 | «Металург» (м. Кривий Ріг)                                       | «Дружба» (смт Магдалинівка)                     | 3:1, 1:1         |
| 1994/95 | «Дружба» (смт Магдалинівка)                                      | «Фортуна» (м. Дніпропетровськ)                  | 3:0, 2:0         |
| 1996    | «Дружба» (смт Магдалинівка)                                      | «Ера» (м. Нікополь)                             | 2:1              |
| 1997    | «Агровест» (с. Новоолександрівка)                                | «Гірник» (м. Павлоград)                         | 2:1              |
| 1998    | «Дружба» (смт Магдалинівка)                                      | «Ера» (м. Нікополь)                             | 1:1 (пен. 9:8)   |
| 1999    | «Метал» (м. Дніпропетровськ)                                     | «Батьківщина» (м. Кривий Ріг)                   | 3:2, 2:0         |
| 2000    | «Оріон» (м. Новомосковськ)                                       | «Метал» (м. Дніпропетровськ)                    | 3:1, 2:1         |
| 2001    | «Сталь» (м. Дніпродзержинськ)                                    | «Метал» (м. Дніпропетровськ)                    | 2:1              |
| 2002    | «Авангард» (м. Орджонікідзе)                                     | «Енергія» (м. Дніпропетровськ)                  | 1:0              |
| 2003    | ПК «Дніпровський» (м. Нікополь)                                  | «Колос» (Нікопольський район)                   | 5:2              |
| 2004    | ПК «Дніпровський» (м. Нікополь)                                  | «Колос» (Нікопольський район)                   | 2:1              |
| 2005    | «Колос» (Нікопольський район)                                    | «Юлія» (м. Першотравенськ)                      | 4:0              |
| 2006    | «Атлант» (м. Кривий Ріг)                                         | «Колос» (Нікопольський район)                   | 1:0              |
| 2007    | «Атлант» (м. Кривий Ріг)                                         | «Аглофабрика» (м. Кривий Ріг)                   | 4:0              |
| 2008    | «Шахтар» (м. Марганець)                                          | «Авіо» (м. Дніпропетровськ)                     | 4:0              |
| 2009    | «Електрометалург-НЗФ» (м. Нікополь)                              | «Міттал» (м. Кривий Ріг)                        | 0:0 (пен. 4:3)   |
| 2010    | «Колос» (Нікопольський район)                                    | «Перемога» (м. Дніпропетровськ)                 | 3:1              |
| 2011    | «Колос» (Нікопольський район)                                    | «Еверест» (м. Кривий Ріг)                       | 1:0              |
| 2012    | УВД (м. Дніпропетровськ)                                         | «Авангард» (м. Орджонікідзе)                    | 1:0              |
| 2013    | УВД (м. Дніпропетровськ)                                         | «Еверест» (м. Кривий Ріг)                       | 1:0              |
| 2014    | ФК «Лозуватка» (с. Лозуватка)                                    | «Олімпік» (смт Петриківка)                      | 2:1              |
| 2015    | ФК «Лозуватка» (с. Лозуватка)                                    | УВД (м. Дніпропетровськ)                        | 2:0              |
| 2016    | ФК «Лозуватка» (с. Лозуватка)                                    | «ВПК-Агро» (смт Магдалинівка)                   | 2:1              |
| 2017    | «ВПК-Агро» (смт Магдалинівка)                                    | ФК «Петриківка» (смт Петриківка)                | 3:1              |
| 2018    | «Дніпроагро» (м. Синельникове)                                   | «Скорук» (смт Томаківка)                        | 1:0              |
| 2019    | «Атріум» (м. Павлоград)                                          | «Скорук» (смт Томаківка)                        | 1:0              |
| 2020/21 | «Скорук» (смт Томаківка)                                         | «Дружба» (м. Кривий Ріг)                        | 0:0 (пен. 4:2)   |